# Западное (Кыргызстан)
Западное (кирг. Западное) — село в Сокулукском районе Чуйской области Кыргызстана. Входит в состав Джаны-Джерского айылного аймака.

## География
Село расположено в северной части области, на расстоянии приблизительно 24 километров (по прямой) к северо-северо-востоку от села Сокулук, административного центра района. Абсолютная высота — 603 метра над уровнем моря.

## Население
Согласно оценочным данным Национального статистического комитета Кыргызской Республики, численность населения села на начало 2023 года составляла 946 человек.
| год     | 2009 | 2014 | 2015 | 2020 | 2021 | 2023 |
| ------- | ---- | ---- | ---- | ---- | ---- | ---- |
| человек | 905  | 810  | 836  | 923  | 924  | 946  |